# Obando Airport
Obando Airport är en flygplats i Colombia.   Den ligger i departementet Guainía, i den östra delen av landet, 700 km öster om huvudstaden Bogotá. Obando Airport ligger 93 meter över havet.
Terrängen runt Obando Airport är mycket platt.  Trakten runt Obando Airport är nära nog obefolkad, med mindre än två invånare per kvadratkilometer. Närmaste större samhälle är Inírida, 2,4 km nordväst om Obando Airport. I omgivningarna runt Obando Airport växer i huvudsak städsegrön lövskog.